# Wings University Tour
Il Wings University Tour fu il primo tour di Paul McCartney con la sua nuova band, gli Wings, e il primo in assoluto dopo lo scioglimento dei Beatles. Il tour, che sostenne l'uscita del primo album di Paul McCartney con gli Wings (Wild Life), si sviluppò in 11 date distribuite all'interno della Gran Bretagna.

## Storia
McCartney aveva formato gli Wings al fine di avere una band con cui poter andare in tour, ed egli non perse tempo nel farlo. Durante l'ultimo periodo dei Beatles, in particolar modo durante le sessioni di Get Back, aveva suggerito agli altri membri del gruppo il ritorno alle performance dal vivo: l'idea però non fu mai presa seriamente in considerazione dagli altri Beatles. Dal 2 al 7 febbraio 1972, 3 anni dopo il Concerto sul Tetto, gli Wings tennero le prove per il tour a Londra, presso l'Institute of Contemporary Arts (ICA). Le prove furono filmate da Tynco Films e contenevano le riprese di The Mess, Wild Life, Bip Bop, Blue Moon of Kentucky, Maybelline, Seaside Woman, My Love, Give Ireland Back to the Irish e Lucille. McCartney e la band iniziarono questo improvvisato tour presso alcune Università del Regno Unito, per la felicità di chi ha avuto la fortuna di essere nel campus. La prima tappa sarebbe dovuta essere Ashby-de-la-Zouch, che invece si rifiutò di permettere loro di suonare; così la band si trasferì alla più ricettiva Nottingham, il 9 febbraio 1972. Il tour continuò per tutto il mese di febbraio, contando in totale 10 date in Inghilterra e una in Galles.

## Date
| Data             | Città               | Nazione     | Sede                     |
| ---------------- | ------------------- | ----------- | ------------------------ |
| 9 febbraio 1972  | Nottingham          | Inghilterra | Università di Nottingham |
| 10 febbraio 1972 | York                | Inghilterra | Università di York       |
| 11 febbraio 1972 | Kingston upon Hull  | Inghilterra | Università di Hull       |
| 13 febbraio 1972 | Newcastle upon Tyne | Inghilterra | Università di Newcastle  |
| 14 febbraio 1972 | Lancaster           | Inghilterra | Università di Lancaster  |
| 16 febbraio 1972 | Leeds               | Inghilterra | Leeds Town Hall          |
| 17 febbraio 1972 | Sheffield           | Inghilterra | Università di Sheffield  |
| 18 febbraio 1972 | Salford             | Inghilterra | Università di Salford    |
| 21 febbraio 1972 | Birmingham          | Inghilterra | Università di Birmingham |
| 22 febbraio 1972 | Swansea             | Galles      | Università di Swansea    |
| 23 febbraio 1972 | Oxford              | Inghilterra | Università di Oxford     |

## Scaletta
1. Lucille (Little Richard)
2. Give Ireland Back to the Irish
3. Blue Moon of Kentucky (Bill Monroe)
4. Seaside Woman (come Suzy and the Red Stripes)
5. Help Me Darling
6. Some People Never Know
7. The Mess
8. Bip Bop
9. Say Darling
10. Smile Away
11. My Love
12. Henry's Blues
13. Wild Life
14. Give Ireland Back to the Irish
15. Long Tall Sally (Little Richard)

## Formazione
- Paul McCartney - voce, basso elettrico, tastiere
- Linda McCartney - cori, tastiere
- Denny Laine - cori, voce, chitarra
- Henry McCullough - chitarra
- Denny Seiwell - batteria